# Circo de Columbo
Circo de Columbo er en dansk kortfilm fra 2009 instrueret af Jesper Vidkjær Rasmussen efter manuskript af ham selv og Mads Koudal.

## Handling
Circo de Columbo er historien om to cirkusklovne, der klarer sig igennem ved at optræde til børnefødselsdage. De er begge skabt til noget større og føler, at deres karriere er løbet ud i sandet. Den ene kan holde det ud, men den anden har fået nok. Han vil væk. En dag, hvor de er på vej til endnu et skodjob ude på bøhlandet, kan han ikke holde det hemmeligt længere. Han er skabt til noget større, fortæller han. han vil prøve lykken i Barcelona i et stort cirkus. Faktisk har han allerede købt billetten. Det kommer som et chok for den anden klovn. De tåbelige drømme om Barcelona er blot endnu et selvbedrag, mener han. De råber og skriger og kommer op at slås. Til sidst enes de dog om en løsning. Eller gør de?